# Bit (programma televisivo)
Bit, per esteso Bit - Storie di computer, è stato un programma televisivo italiano dedicato alla divulgazione scientifica delle tecnologie informatiche, in onda su Italia 1 nel 1984. Alla conduzione vi era Luciano De Crescenzo, mentre la regia era curata da Sergio Attardo, la produzione da Giulio Schmidt, la realizzazione tecnica da Luigi Del Mastro, e la musica da Teresa Procaccini.
La trasmissione ha vinto nel 1985 un Telegatto come "Miglior trasmissione di attualità e cultura".

## Descrizione
Il programma si proponeva di insegnare elementi d'informatica, spiegando il funzionamento dei computer e il loro utilizzo in vari ambiti della società. Il tutto, molto spesso, era condito da riferimenti alla cultura napoletana e alla storia, in modo da rendere gli argomenti del programma più accessibili al pubblico.

## Puntate
La prima puntata del programma andò in onda domenica 29 aprile 1984 alle 12:15. Le puntate venivano trasmesse a cadenza settimanale allo stesso orario.
Le puntate vennero trasmesse in tre tornate:
- la prima, dal 29 aprile al 10 giugno 1984;
- la seconda, dall'11 novembre al 23 dicembre 1984 (furono replicati i 7 episodi della prima tornata);
- la terza, dal 13 gennaio al 26 maggio 1985.

In totale vennero trasmessi 27 episodi (34 contando anche le repliche).